# ダビド・ナルバンディアン
ダビド・パブロ・ナルバンディアン（David Pablo Nalbandian, アルメニア語: Դավիդ Փաբլո Նալբանդյան, 1982年1月1日 - ）は、アルゼンチン・コルドバ出身の元男子プロテニス選手。ATPランキング自己最高位はシングルス3位、ダブルス105位。ATPツアーでシングルス11勝を挙げた。身長180cm、体重79kg。右利き、バックハンド・ストロークは両手打ち。
アルゼンチン選手初の2002年ウィンブルドン選手権男子シングルス準優勝者。2005年テニス・マスターズ・カップ優勝者。マスターズ1000優勝2回。
アルゼンチンの選手として初めて4大大会すべてのベスト4に進出した選手である。

## 来歴
5歳からテニスを始める。ナルバンディアンの自宅には、アルメニア人の祖父が作ったセメントのテニス・コートがあり、家族ぐるみでテニスに親しみながら育った。ジュニア時代には1998年全米オープン男子ジュニア部門で優勝があり、決勝で同年度のウィンブルドン選手権男子ジュニア部門優勝者ロジャー・フェデラーを6-3, 7-5で破った。2000年に18歳でプロ転向。2002年ウィンブルドン選手権で、大会初出場の第28シードながら初の決勝進出を果たす。そこで第1シードのレイトン・ヒューイットに1-6, 3-6, 2-6のストレートで完敗したが、ウィンブルドン初出場選手の決勝進出は1968年のオープン化（プロ選手解禁措置）以後では初の快挙であった。
その後もナルバンディアンは順調に成績を伸ばした。2003年全米オープンでベスト4に入り、準決勝で地元アメリカのアンディ・ロディックに7-6, 6-3, 6-7, 1-6, 3-6で逆転負けした。2004年全仏オープンでも準決勝進出を果たすが、同じアルゼンチンのガストン・ガウディオに3-6, 6-7, 0-6のストレートで完敗した。2006年全豪オープンでベスト4に進出し、ナルバンディアンはすべての4大大会でベスト4進出果たしたが、準決勝でマルコス・バグダティスに6-3, 7-5, 3-6, 4-6, 4-6の逆転で敗れてしまう。同年に全仏オープンでも2年ぶり2度目のベスト4に進出したが、フェデラーとの対戦中に6-3, 4-6, 2-5で棄権した。2003年全米オープンと2006年全豪オープンでは、2セット・アップ（先に自分が2セットを取った状態）から相手に3セットを奪い返されての逆転負けになっている。
ナルバンディアンはジュニア時代からフェデラーに相性が良く、前述した1998年全米オープン男子ジュニア部門決勝の後、プロ選手になってからも初対戦からナルバンディアンが5連勝した。
2005年の男子テニス年間最終戦テニス・マスターズ・カップ決勝で、ナルバンディアンはフェデラーを6-7, 6-7, 6-2, 6-1, 7-6の逆転で破り、アルゼンチンの男子テニス選手として初の同大会優勝を果たした。フェデラーは2003年10月から続けてきた、男子テニスツアー大会での決勝戦の連勝記録が「24」で止まった。
男子テニス国別対抗戦のデビスカップ2006でデビスカップアルゼンチン代表は1981年以来25年ぶり2度目のワールドグループ決勝に進み、12月1日-3日の決勝でロシアと対戦した。相手チームの本拠地であるモスクワのオリンピック・スタジアムで行われた決勝戦で、アルゼンチンはロシアに2勝3敗で敗れて準優勝になったが、ナルバンディアンはシングルス2試合でマラト・サフィンとニコライ・ダビデンコの両選手に勝った。
2007年マドリード・オープンでフェデラーを破りマスターズ初優勝。BNPパリバ・マスターズではラファエル・ナダルを破りマスターズ2勝目。
2012年6月17日エイゴン選手権の決勝で、マリン・チリッチを相手に7-6, 3-4としていたが、第2セットの第7ゲームをブレークされて激高。直後に線審の足元にある広告看板を蹴りあげ、割れた板が線審のすねを直撃して流血した。治療が必要になったため主審に失格を宣告されるという前代未聞の暴力行為で失格となった。罰金1万ドルが科せられ、賞金は没収された。この行為で2年ぶりのツアー優勝は消滅した。
ナルバンディアンはデビスカップ2013準々決勝のフランス戦でダブルスに出場したのが最後の公式試合になり、2013年10月に現役引退を発表した。
ナルバンディアンはモータースポーツにも造詣が深く、特に大のラリー好きとして知られる。彼は2007年9月から、プロダクションカー世界ラリー選手権（通称PWRC、世界ラリー選手権の下位カテゴリ）に参戦する“Tango Rally Team”（タンゴ・ラリー・チーム）のオーナーになり、同じアルゼンチン出身のマルコス・リガトがドライバーを務めている。
2006年ウィンブルドン選手権男子シングルス3回戦では、「2006 FIFAワールドカップの準々決勝ドイツ対アルゼンチンの試合が見たいから」という理由で試合開始時間が変更された逸話がある。しかし、本人は3回戦敗退、母国アルゼンチンも準々決勝で敗退した。

## プレースタイル
正確なフォアハンドを武器としたグランドストローカー。
サーブはエースを狙うのではなくスライスサーブやスピンサーブを多用し、ストロークに繋げていくことを基本戦術とした。
リターンもフォア・バックともに上手く、アングルショットも得意である。
パワーはないが、戦術眼に優れストローク戦だけではなく、リターンエースを狙ったり、ネットダッシュでプレッシャーをかけたり、相手に応じて様々な攻撃を仕掛けることが多かった。

## ATPツアー決勝進出結果

### シングルス: 24回 (11勝13敗)
| 大会グレード                    |
| グランドスラム (0–1)            |
| ATPファイナルズ (1–0)           |
| ATPツアー・マスターズ1000 (2–4) |
| ATPツアー500 (1–1)              |
| ATPツアー250 (7–7)              |

| サーフェス別タイトル |
| ハード (5–5)         |
| クレー (4–4)         |
| 芝 (0–2)             |
| カーペット (2–2)     |

| 結果   | No. | 決勝日         | 大会             | サーフェス        | 対戦相手                         | スコア                                   |
| ------ | --- | -------------- | ---------------- | ----------------- | -------------------------------- | ---------------------------------------- |
| 準優勝 | 1.  | 2001年10月1日  | パレルモ         | クレー            | フェリックス・マンティーリャ     | 6-7(2-7), 4-6                            |
| 優勝   | 1.  | 2002年4月8日   | エストリル       | クレー            | ヤルコ・ニエミネン               | 6-4, 7-6(7-5)                            |
| 準優勝 | 2.  | 2002年7月8日   | ウィンブルドン   | 芝                | レイトン・ヒューイット           | 1-6, 3-6, 2-6                            |
| 優勝   | 2.  | 2002年10月21日 | バーゼル         | カーペット (室内) | フェルナンド・ゴンサレス         | 6-4, 6-3, 6-2                            |
| 準優勝 | 3.  | 2003年8月11日  | モントリオール   | ハード            | アンディ・ロディック             | 1-6, 3-6                                 |
| 準優勝 | 4.  | 2003年10月27日 | バーゼル         | カーペット (室内) | ギリェルモ・コリア               | 不戦敗                                   |
| 準優勝 | 5.  | 2004年5月10日  | ローマ           | クレー            | カルロス・モヤ                   | 3-6, 3-6, 1-6                            |
| 準優勝 | 6.  | 2004年10月18日 | マドリード       | ハード (室内)     | マラト・サフィン                 | 2-6, 4-6, 3-6                            |
| 準優勝 | 7.  | 2004年10月30日 | バーゼル         | カーペット (室内) | イジー・ノバク                   | 7-5, 3-6, 4-6, 6-1, 2-6                  |
| 優勝   | 3.  | 2005年5月1日   | ミュンヘン       | クレー            | アンドレイ・パベル               | 6-4, 6-1                                 |
| 優勝   | 4.  | 2005年11月20日 | 上海             | カーペット (室内) | ロジャー・フェデラー             | 6-7(4-7), 6-7(11-13), 6-2, 6-1, 7-6(7-3) |
| 優勝   | 5.  | 2006年5月7日   | エストリル       | クレー            | ニコライ・ダビデンコ             | 6-3, 6-4                                 |
| 優勝   | 6.  | 2007年10月21日 | マドリード       | ハード (室内)     | ロジャー・フェデラー             | 1-6, 6-3, 6-3                            |
| 優勝   | 7.  | 2007年11月4日  | パリ             | ハード (室内)     | ラファエル・ナダル               | 6-4, 6-0                                 |
| 優勝   | 8.  | 2008年2月24日  | ブエノスアイレス | クレー            | ホセ・アカスソ                   | 3-6, 7-6(7-5), 6-4                       |
| 準優勝 | 8.  | 2008年2月25日  | アカプルコ       | クレー            | ニコラス・アルマグロ             | 1-6, 6-7(1-7)                            |
| 優勝   | 9.  | 2008年10月4日  | ストックホルム   | ハード (室内)     | ロビン・セーデリング             | 6-2, 5-7, 6-3                            |
| 準優勝 | 9.  | 2008年10月26日 | バーゼル         | ハード (室内)     | ロジャー・フェデラー             | 3-6, 4-6                                 |
| 準優勝 | 10. | 2008年11月2日  | パリ             | ハード (室内)     | ジョー＝ウィルフリード・ツォンガ | 3-6, 6-4, 4-6                            |
| 優勝   | 10. | 2009年1月17日  | シドニー         | ハード            | ヤルコ・ニエミネン               | 6-3, 6-7(9-11), 6-2                      |
| 優勝   | 11. | 2010年8月8日   | ワシントンD.C.   | ハード            | マルコス・バグダティス           | 6-2, 7-6(7-4)                            |
| 準優勝 | 11. | 2011年1月15日  | オークランド     | ハード            | ダビド・フェレール               | 3-6, 2-6                                 |
| 準優勝 | 12. | 2012年6月17日  | ロンドン         | 芝                | マリン・チリッチ                 | 7-6(7-3), 3-4 失格                       |
| 準優勝 | 13. | 2013年2月17日  | サンパウロ       | クレー            | ラファエル・ナダル               | 2-6, 3-6                                 |

### ダブルス: 1回 (0勝1敗)
| 結果   | No. | 決勝日        | 大会             | サーフェス | パートナー                 | 対戦相手                                | スコア   |
| ------ | --- | ------------- | ---------------- | ---------- | -------------------------- | --------------------------------------- | -------- |
| 準優勝 | 1.  | 2003年2月23日 | ブエノスアイレス | クレー     | ルーカス・アーノルド・カー | マリアノ・フッド セバスチャン・プリエト | 2-6, 2-6 |

## 成績

### 4大大会シングルス
略語の説明
| W | F | SF | QF | #R | RR | Q# | LQ | A | Z# | PO | G | S | B | NMS | P | NH |

W=優勝, F=準優勝, SF=ベスト4, QF=ベスト8, #R=#回戦敗退, RR=ラウンドロビン敗退, Q#=予選#回戦敗退, LQ=予選敗退, A=大会不参加, Z#=デビスカップ/BJKカップ地域ゾーン, PO=デビスカップ/BJKカッププレーオフ, G=オリンピック金メダル, S=オリンピック銀メダル, B=オリンピック銅メダル, NMS=マスターズシリーズから降格, P=開催延期, NH=開催なし.
| 大会           | 2001 | 2002 | 2003 | 2004 | 2005 | 2006 | 2007 | 2008 | 2009 | 2010 | 2011 | 2012 | 通算成績 |
| -------------- | ---- | ---- | ---- | ---- | ---- | ---- | ---- | ---- | ---- | ---- | ---- | ---- | -------- |
| 全豪オープン   | A    | 2R   | QF   | QF   | QF   | SF   | 4R   | 3R   | 2R   | A    | 2R   | 2R   | 26–10    |
| 全仏オープン   | LQ   | 3R   | 2R   | SF   | 4R   | SF   | 4R   | 2R   | A    | A    | A    | 1R   | 20–8     |
| ウィンブルドン | A    | F    | 4R   | A    | QF   | 3R   | 3R   | 1R   | A    | A    | 3R   | 1R   | 19–8     |
| 全米オープン   | 3R   | 1R   | SF   | 2R   | QF   | 2R   | 3R   | 3R   | A    | 3R   | 3R   | A    | 21–10    |

### 大会最高成績
| 大会                 | 成績 | 年               |
| -------------------- | ---- | ---------------- |
| ATPファイナルズ      | W    | 2005             |
| インディアンウェルズ | QF   | 2008, 2012       |
| マイアミ             | SF   | 2006             |
| モンテカルロ         | QF   | 2004, 2008, 2010 |
| マドリード           | W    | 2007             |
| ローマ               | F    | 2004             |
| カナダ               | F    | 2003             |
| シンシナティ         | QF   | 2003             |
| 上海                 | 3R   | 2011             |
| パリ                 | W    | 2007             |
| ハンブルク           | SF   | 2003             |
| オリンピック         | 3R   | 2008             |
| デビスカップ         | F    | 2006, 2008, 2011 |